# やまとごころ
株式会社やまとごころは、東京都新宿区新宿に本拠を置く、日本のコンサルティングファーム。主に日本国内のインバウンドビジネスに携わる企業・自治体向けに、様々なサービスをワンストップで提供している。

## 概要
村山慶輔により、「日本のインバウンドを熱くする」をテーマに、2007年3月創業。同年にインバウンド観光に特化したBtoBサイト「やまとごころ.jp」を立ち上げ、宿泊業、小売業、外食産業、自治体向けに情報を発信したり、教育、研修、人材育成などのコンサルティングサービスを提供するほか、金融機関、投資家、経営者等へインバウンド動向に関する情報提供を行っている。2012年11月、法人化。2017年には「やまとごころ.jp」は、月間約80万ページビュー（2020年7月時点）を突破、メールマガジン会員数は15,000名以上に達し、日本最大のインバウンドポータルサイトに成長する。
創業者の村山慶輔は、インバウンドビジネスの専門家として国内外各種メディアへ多数出演するほか、内閣府観光戦略実行推進有識者会議メンバー、観光庁最先端観光コンテンツインキュベーター事業委員をはじめ、国や地域の観光政策にも携わる。8冊の著書のうち最新刊「観光再生 サステナブルな地域をつくる28のキーワード（プレジデント社）」は重版が決定。また、全国各地で年間100本近い講演を行っている。

### 事業内容
以下の4つの事業からなる。
- 地域共創事業[13]
- ビジネスサポート事業[13]
- 情報サービス事業（やまとごころjp.）[13]
- コンサルティング事業[13]

その他

## 沿革
- 2007年 - 3月15日、創業。インバウンド観光に特化したサイト「やまとごころ.jp」を立ち上げる[1][8]。
- 2012年 - 11月15日、株式会社やまとごころ設立[1]。
- 2013年
  - 村山慶輔が2013年朝日新聞社AERA「アジアで勝つ日本人100人」に選出[14][8]。
  - 本社を東京都新宿区へ移転。
- 2014年 - 7月、「やまとごころキャリア」サービスを開始[5]。
- 2015年 - 6月、東京都大田区の観光ホームページ制作及び運営等業務開始[14]。
- 2017年
  - 1月、資本金を3860万円へ増資。
  - 8月、人材事業強化のため、株式会社やまとごころキャストを設立[5]。
  - 9月、「インバウンド入札情報サービス」を開始。
  - 10月、本社を東京都新宿区新宿5丁目のINBOUND LEAGUE（インバウンドリーグ）へ移転。
  - 11月16日、インバウンド人材専門求人サイト「やまとごころキャリア」の登録会員数が10,000人を突破。累計利用企業数は400社以上となる[5]。
- 2019年 - 7月、株式会社やまとごころキャリアを設立し人材事業を譲渡。
- 2020年 - 10月15日、環境省との国立公園オフィシャルパートナーシップ（第6回）締結[15]。

その他

## 所属団体
- 日本政府観光局 (JNTO)
- 公益財団法人東京観光財団(TCVB)
- 一般社団法人アジアインバウンド観光振興会（AISO）
- 一般社団法人宿泊施設関連協会
- 一般社団法人アニメツーリズム協会
- 一般社団法人ジャパンショッピングツーリズム協会（JSTO）
- 一般社団法人日本ゴルフツーリズム推進協会